# Стивенсон, Агнес
Агнес Стивенсон (англ. Agnes Stevenson, ур. Агнес Брэдли Лоусон (англ. Agnes Bradley Lawson); 23 ноября, 1873, Хартлпул — 20 августа, 1935, Познань) — английская шахматистка, призёр чемпионата мира по шахматам среди женщин (1931), многократная чемпионка Великобритании по шахматам среди женщин.

## Биография
Четыре раза побеждала на чемпионатах Великобритании по шахматам среди женщин (1920, 1925, 1926, 1930). В 1924 году в итальянском городе Мерано заняла третье место на неофициальном чемпионате Европы по шахматам среди женщин.
Три раза участвовала в турнирах за звание чемпионки мира по шахматам. Поделила 9—11-е место в 1927 году в Лондоне, была пятой  в Гамбурге в 1930 году, заняла третье место  в Праге в 1931 году за Верой Менчик и Паулой Вольф-Кальмар.
В 1935 году погибла в результате несчастного случая на пути к чемпионату мира по шахматам среди женщин в Варшаве, когда покинула самолет в Познани, чтобы завершить паспортную проверку. Когда она возвращалась в самолет, то попала в передний пропеллер и была убита.
С 1912 года была замужем за Руфусом Генри Стритфейлдом Стивенсоном (англ. Rufus Henry Streatfeild Stevenson; 1878–1943) – редактором шахматного журнала «Бритиш Чесс Мэгэзин» и шахматным функционером Англии. После смерти жены Стивенсон в 1937 году повторно женился на тогдашней чемпионке мира по шахматам среди женщин Вере Менчик.